# Kurier Praski
Kurier Praski – bezpłatne czasopismo warszawskiej Pragi o tematyce lokalnej, samorządowej oraz historycznej. Pismo prowadzi „Przewodnik po historii” oraz zamieszcza grafiki i wiersze poetów praskich. Wydawcą jest Grupa Project sp. z o.o. Kurier Praski dostępny jest przez portal tej nazwy także w postaci gry  planszowej Vistulian umożliwiającej współredagowanie pisma przez czytelników.

## Zespół redakcyjny
Olga Kędzierska, Marcin Gruza, Michał Stolarz